# Hejmdal (avis)
 For alternative betydninger, se Heimdal. (Se også artikler, som begynder med Heimdal)
Heimdal eller Hejmdal var en dansksproget avis, som udkom  første gang i 1879 i Aabenraa. Avisens ophavsmænd var J.P. Junggreen og Heinrich Matzen. Da avisen var fortaler for danske interesser, blev det ganske populært, og oplagstallet var i 1889 over 1300.

## Historie
Avisen udkom første gang 1. oktober 1879 i Aabenraa. Heinrich Matzen ville ikke samarbejde med Flensborg Avis, og derfor oprettede Flensborg Avis i 1888 en avis i Aabenraa under navnet Åbenrå Avis, som blev en alvorlig konkurrent til Heimdal. Ligeledes var den tyske avis Apenrader Zeitung en konkurrent, der blev udgivet af redaktør Becker. Under Matzen ledelse blev avisen udgivet i 14 år, og i den periode måtte han betale 1.200 mark i bøder og tilbringe 18 måneder i fængsel. Disse straffe blev han idømt af de preussiske myndigheder, der ikke kunne lide hans arbejde for danskernes interesser. 
Da H.P. Hanssen overtog avisen 1. oktober 1893, skrev han følgende programerklæring for avisen:
| Citat | Vi vil altid i første række værne om de danske sønderjyders nationale ret. Vi vil stræbe efter at styrke og opretholde deres velbegrundede håb til fremtiden. Vi vil påtale alle de overgreb mod vor nationalitet, vort modersmål og vores fædres sæd og skik, som vi får kendskab til, og ved enhver given lejlighed søge at udsprede oplysning om vore lovlige rettigheder... Hvad vore politiske modstandere angår, da skal de altid finde os årvågne og rede til at tilbagevise tysk påtrængenhed, til at afvise alle angreb og til i enhver henseende at værne om vor gode, soleklare ret. Men vi vil på den anden side vogte os omhyggeligt for ethvert ubeføjet angreb og for alle personlige krænkelser | Citat |
|       | |       |

Under H.P. Hanssens ledelse blev Hejmdal en indflydelsesrig dansk avis og abonnementstallet steg hurtigt til ca. 2.300. H.P. Hanssen stod selv for den daglige ledelse og som ansvarshavende redaktør, og der blev anlagt 14 pressesager mod ham. I 1895 blev han idømt den første fængselsstraf, som han afsonede i Aabenraa arrest. Efter tre dage blev han løsladt til stor irritation for den preussiske amtsdommer. H.P. Hanssen gik langt i sine bestræbelser for danskheden i Nordslesvig. Hans formuleringer i avisen gik så tæt på en sigtelse, det var muligt, uden at en egentlig sigtelse blev rejst.
Avisens medarbejdere og især hans ægtefælle Helene Hanssen og journalist, Anders Lebeck fra Bovlund, overtog ansvaret for avisen, da H.P. Hanssen i 1896 blev landdagsmand. Anders Lebeck blev på avisen indtil 1908. I perioden 1910-1920 var den senere amtmand i Aabenraa Amt, Kresten Refslund Thomsen (svigersøn til H.P. Hanssen), redaktør for avisen.
Heimdal udkom i mange år, selvom avisens startgrundlag, nemlig stridighederne om Slesvig/Sønderjylland, var løst.